# Lijn 4 (metro van Busan)

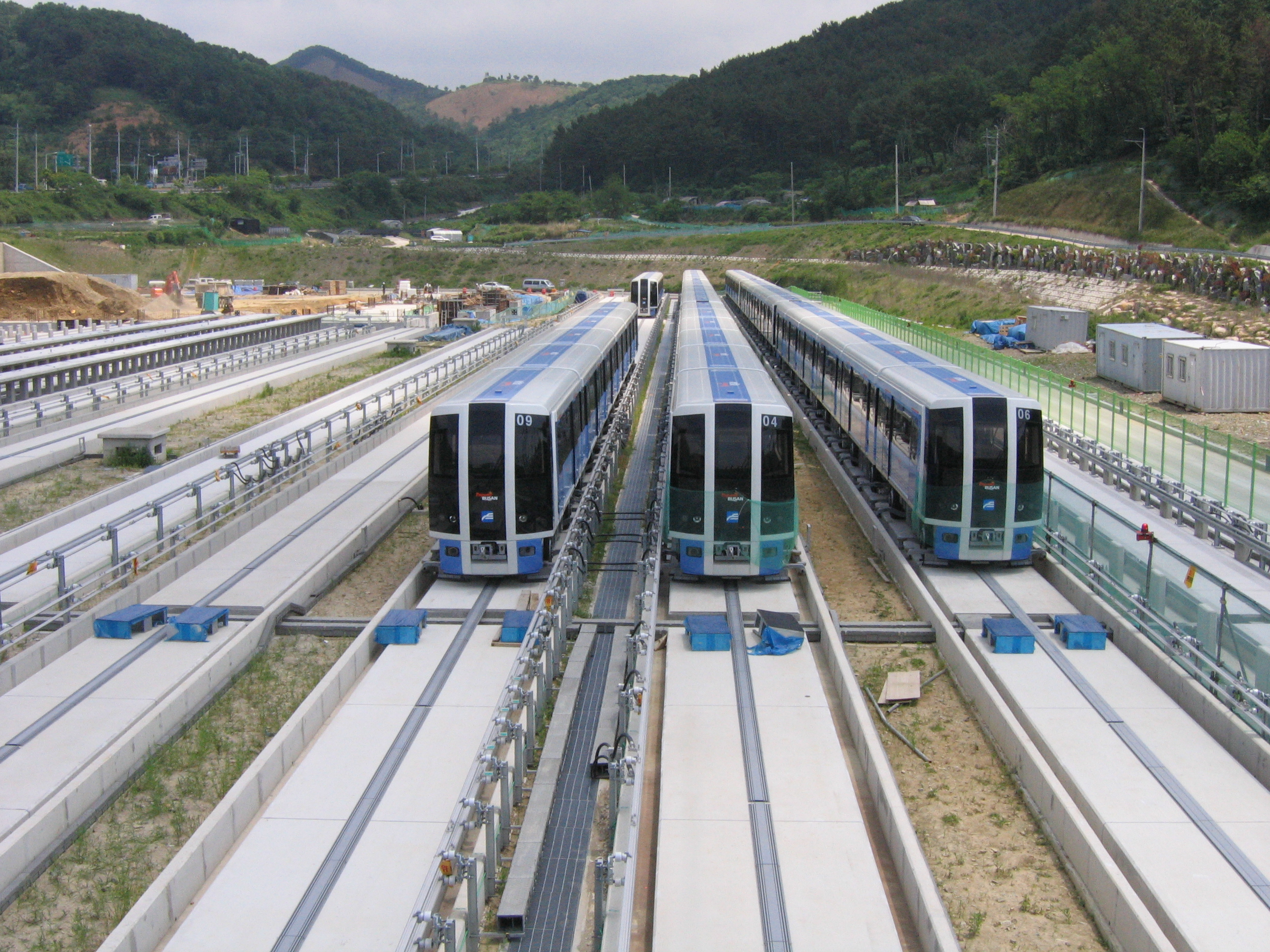
Het depot van Lijn 4

Lijn 4 is een metrolijn van de metro van Busan met een trajectlengte van 12,7 km. De lijn telt 14 stations. De kleur van de lijn is blauw.
In maart 2011 werd de lijn geopend. In de oorspronkelijke plannen werd uitgegaan van een uitbreiding van Lijn 3 vanaf station Minam; daar is van afgezien en er is gekozen voor de aanleg van een afzonderlijke richting het oosten.

## Metrostations
| Lijn 4 (4호선) |                            |                   |          |
| Station #      | Stationsnaam               | Hangul            | Overstap |
| 401            | Minam                      | 미남역            | Lijn 3   |
| 402            | Dongnae                    | 동래역            | Lijn 1   |
| 403            | Suan                       | 수안역            |          |
| 404            | Nakmin                     | 낙민역            |          |
| 405            | Chungnyeolsa               | 충렬사역          |          |
| 406            | Myeongjang                 | 명장역            |          |
| 407            | Seodong                    | 서동역            |          |
| 408            | Geumsa                     | 금사역            |          |
| 409            | Banyeo Agricultural Market | 반여 농산물시장역 |          |
| 410            | Seokdae                    | 석대역            |          |
| 411            | Youngsan University        | 영산대역          |          |
| 412            | Dong-Pusan College         | 동부산대학역      |          |
| 413            | Gochon                     | 고촌역            |          |
| 414            | Anpyeong                   | 안평역            |          |